# 1784 en musique classique
| \| • Retour à la chronologie générale de la musique classique • \| |
| Grèce • Rome • Haut Moyen Âge • VIIIe siècle • IXe siècle • Xe siècle • XIe siècle XIIe siècle • XIIIe siècle • XIVe siècle • XVe siècle • XVIe siècle • XVIIe siècle XVIIIe siècle • XIXe siècle • XXe siècle • XXIe siècle |
| • Retour à la chronologie générale de la musique classique • |

| Années en musique classique : 1781 - 1782 - 1783 - 1784 - 1785 - 1786 - 1787    |
| Décennies en musique classique : 1750 - 1760 - 1770 - 1780 - 1790 - 1800 - 1810 |

## Événements

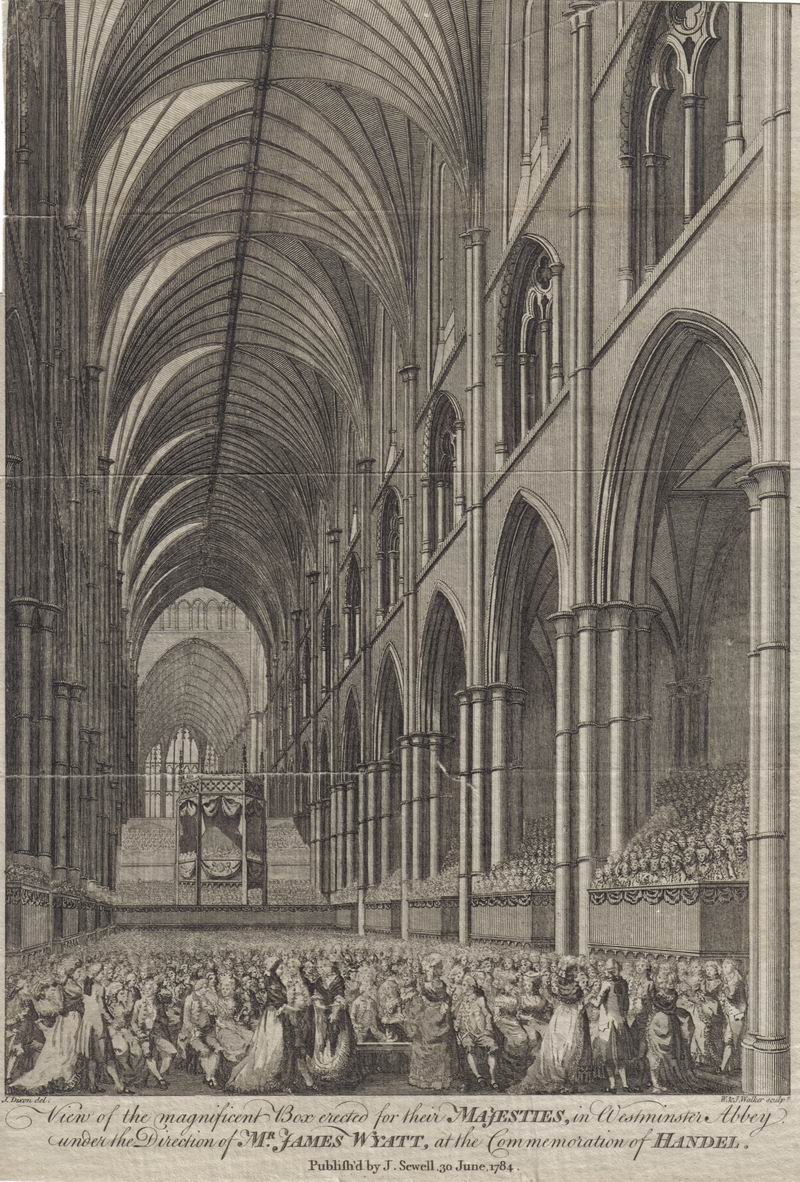
Juin : Handel Commemoration, concerts donnés à l'abbaye de Westminster pour célébrer le de la mort du musicien

- 26 février : Armida, drame héroïque de Joseph Haydn, créé à Eisenstadt.
- 23 mars : 10e sérénade Gran Partita de Wolfgang Amadeus Mozart donnée à Vienne.
- 30 mars : Quintette pour piano et vents en mi bémol majeur K. 452 composé par Wolfgang Amadeus Mozart.
- 26 avril : Les Danaïdes, tragédie lyrique d'Antonio Salieri, créée à l'Opéra de Paris.
- 10 juin : le 17e Concerto pour piano de Mozart, créé à Döbling.
- 24 juin : L’Épreuve villageoise, opéra-comique d'André Grétry, au Théâtre italien de Paris.
- 10 juillet : L'Olympiade, opéra de Domenico Cimarosa, créé à Vicence.
- 23 août : Le Roi Theodore à Venise, opéra de Giovanni Paisiello, créé au Burgtheater de Vienne.
- 21 octobre : Richard Cœur-de-Lion, opéra-comique d'André Grétry, créé à la Comédie-Italienne de Paris.
- Novembre : Adonis et Vénus, drame en musique de Gaetano Pugnani, créé au Teatro San Carlo de Naples.
- Joseph Haydn: 80e symphonie en ré mineur.
- François Devienne: 6 trios pour flûte, violon et alto.
- Wolfgang Amadeus Mozart: Quintette pour piano et vents et 18e et 19e concertos pour piano.
- Fondation de l'école royale de chant et de déclamation dont le siège est à l'hôtel des Menus-Plaisirs à Paris.
- La Handel Commemoration célèbre le 25e anniversaire de la mort de Georg Friedrich Haendel par une série de concerts à l'abbaye de Westminster.

## Naissances

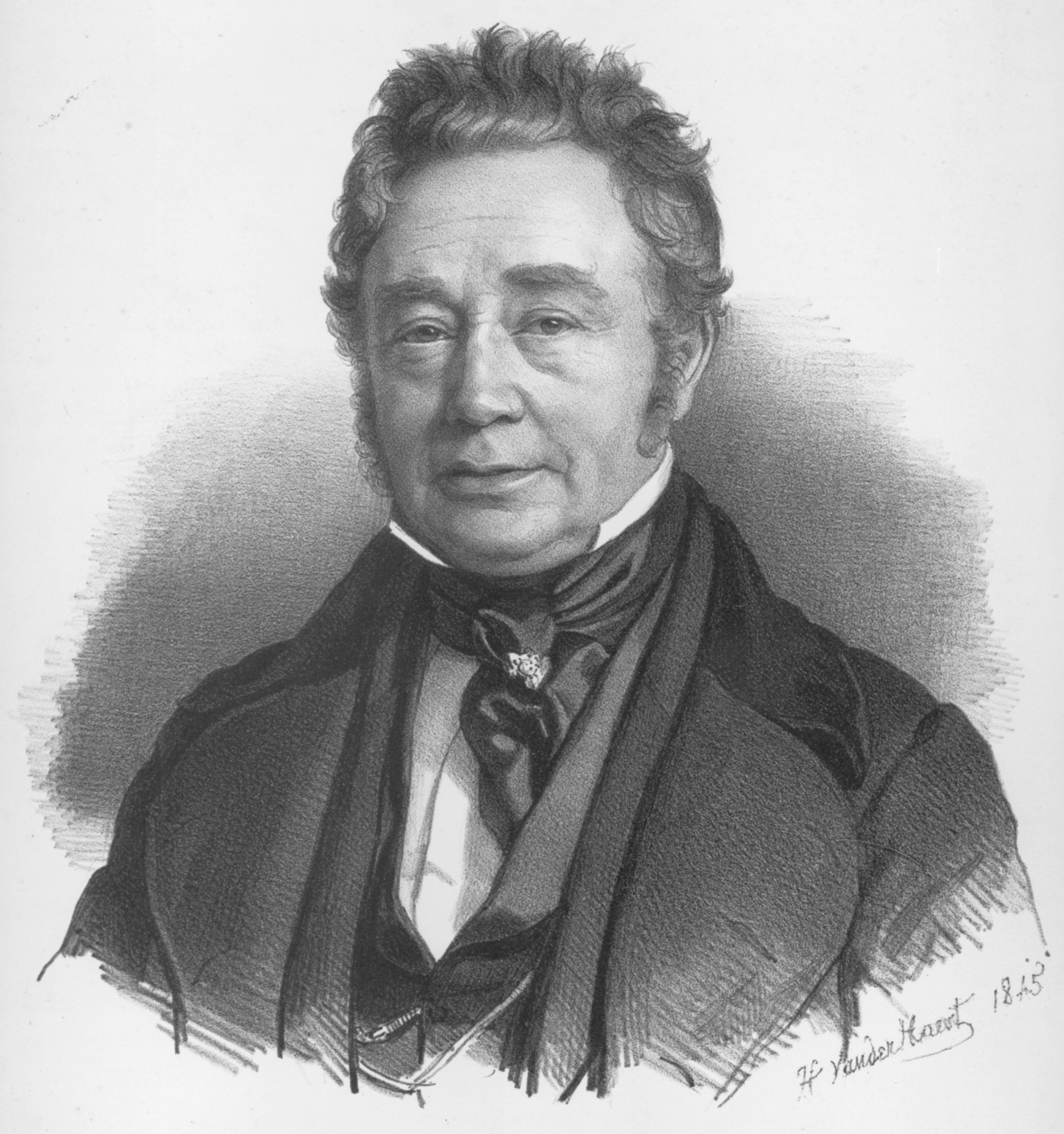
Martin-Joseph Mengal

- 27 janvier : Martin-Joseph Mengal, compositeur d'opéra et de musique de chambre († 4 juillet 1851).
- 14 février : Heinrich Joseph Bärmann, clarinettiste et compositeur allemand († 11 juin 1847).
- 25 mars : François-Joseph Fétis, compositeur et musicologue belge († 26 mars 1871).
- 5 avril : Louis Spohr, compositeur et violoniste allemand († 22 octobre 1859).
- 8 avril : Dionisio Aguado, compositeur et guitariste espagnol († 29 décembre 1849).
- 3 mai : Henri François Berton, compositeur français († 19 juillet 1832).
- 14 juin : Francesco Morlacchi, compositeur italien († 28 octobre 1841).
- 18 juin : Pierre Crémont, compositeur et chef d'orchestre français († 3 février 1846).
- 16 juillet : Jacopo Ferretti, poète, écrivain et librettiste italien († 7 mars 1852).
- 27 juillet : George Onslow, compositeur français († 3 octobre 1853).
- 13 août : Teresa Belloc-Giorgi, contralto italienne († 13 mai 1855).
- 10 novembre : José Avelino Canongia, clarinettiste et compositeur portugais († 10 juillet 1842).
- 28 novembre : Ferdinand Ries, compositeur et pianiste allemand († 13 janvier 1838).
- 1er décembre : Castil-Blaze, musicographe, critique musical, compositeur et éditeur français († 11 décembre 1857).

Date indéterminée
- Ramon Aleix i Batlle, prêtre, maître de chapelle, compositeur et organiste catalan († 1850).
- Giuseppe Pilotti, maître de chapelle et compositeur italien († 12 juin 1838).
- Cesare Sterbini, librettiste italien († 19 janvier 1831).

## Décès
- 24 janvier :  Andrea Bernasconi, compositeur italien (° vers 1706).
- 19 février : Thomas Morell, librettiste anglais (° 18 mars 1703).
- 3 mars : Claude Parisot, facteur d'orgue français (° 1704).
- 1er juillet : Wilhelm Friedemann Bach, compositeur et musicien allemand, premier fils de Jean-Sébastien Bach (° 22 novembre 1710).
- 3 août : Giovanni Battista Martini, théoricien de la musique italien (° 24 avril 1746).
- 13 août : Antoine Dard, bassoniste et compositeur (° 2 novembre 1715).
- 12 septembre : Manuel Blasco de Nebra, organiste et compositeur espagnol (° 2 mai 1750).
- 14 septembre : Nicolas Capron, compositeur et violoniste français (° avant 1740).
- 6 novembre : Giuseppe Arena, compositeur et organiste italien né maltais (° 1713).

Date indéterminée
- Catherine Séniavina, compositrice et pianiste russe.